# Neopsylla pagea
Neopsylla pagea är en loppart som beskrevs av Lewis 1971. Neopsylla pagea ingår i släktet Neopsylla och familjen mullvadsloppor. Inga underarter finns listade i Catalogue of Life.